# 라벨

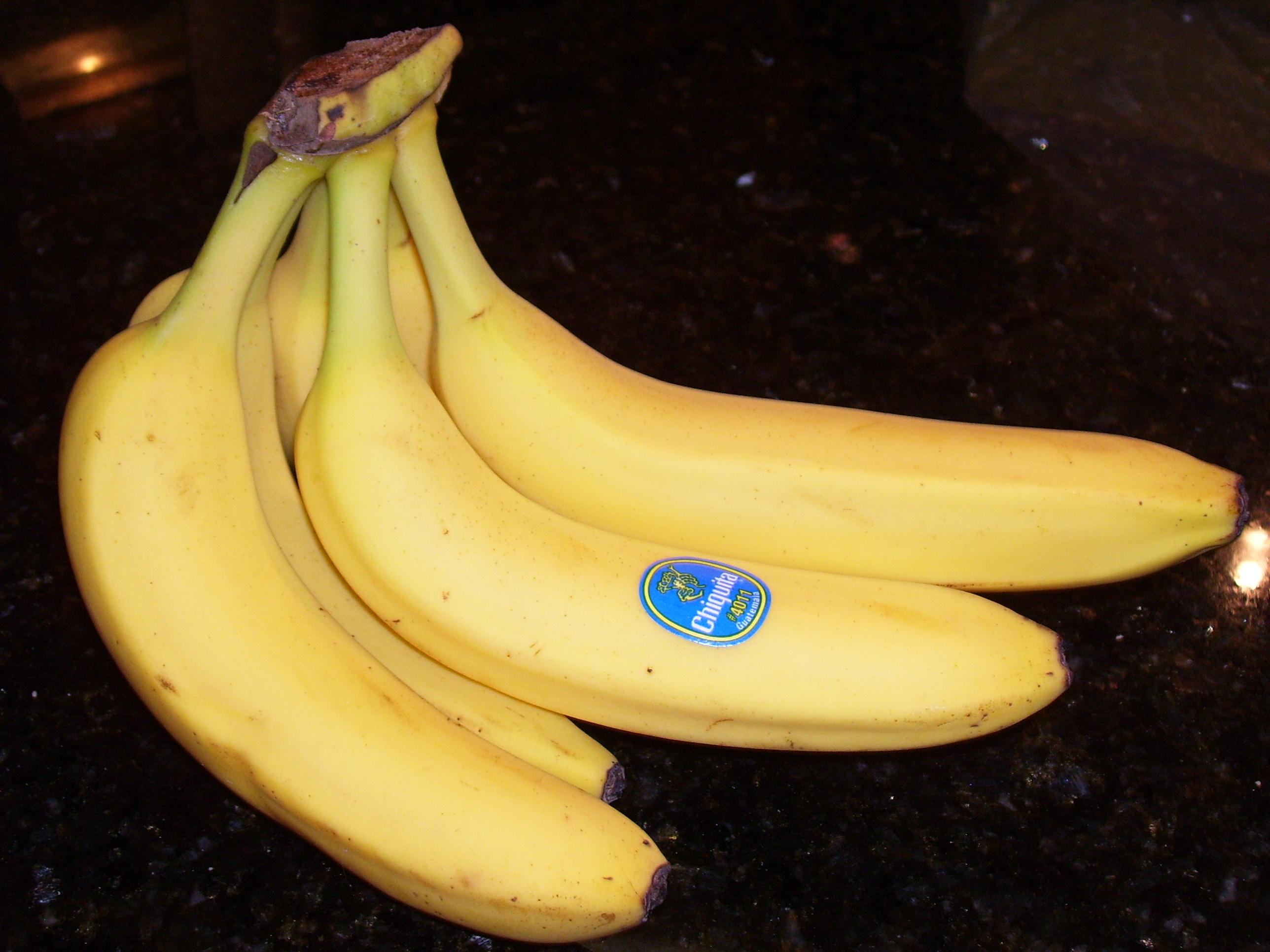
바나나에 붙인 라벨

라벨(label) 또는 레이블은 인쇄하여 상품에 붙여넣는 조각을 가리키며, 곧 종이, 중합체, 옷, 금속 등의 물질로 된 조각이다.
레이블은 제품의 기원 제조업체(예: 브랜드 이름), 용도 등의 정보를 제공하는 것을 포함하여 다양한 용도로 사용할 수 있으며 이 중에는 영국이나 미국에서의 음식 등에서 법에 의해 관리될 수 있다.

## 정의 및 목적
품명·상표·메이커·품질·성분·사용법·중량 등을 기록한 것을 표찰(label)이라 한다. 제품 또는 포장에 첨부하는 경우가 많으며, 때로는 레터(letter)라 하여 포장에 첨부하거나 인쇄하는 경우도 있다.
이 라벨의 목적은 ① 라벨의 효과적인 디자인으로 소비자의 주목을 끌게 하고, ② 상품의 내용을 확신시켜 판매를 촉진하며, ③ 사용상의 주의사항을 표시하여 사용자에 편의를 제공하고 보호하는 수단이 되는 데 있다.

## 용도
- 제품 식별
- 포장
- 직물의 세탁 기호

## 같이 보기
- 레코드 레이블